# 신나무골성지
신나무골성지는 경상북도 칠곡군 지천면 칠곡대로 2189-22에 있는 로마 가톨릭교회 성지다.